# Оља Тира
Оља Тира (Потсдам, 1. август 1988, правим именом Олга Цира) молдавска је певачица и водитељка. Са групом Санстроук Пројект представљала је Молдавију на Песми Евровизије 2010, где су у финалу заузели 22. место. Пре тога је такође учествовала на националној селекцији за представника Молдавије на Песми Евровизије 2007. и 2008.

## Биографија
Родила се 1. августа 1988. у Потсдаму, Немачка, у војној породици. Касније се са породицом сели на Далеки исток, а након тога одлазе у Кагул. Овде године 2003. завршава средњу школу, а затим одлази на Факултет музичке уметности. Први јавни наступ имала је са 13. година, на међународном фестивалу младих Лица пријатеља, где ја заузела друго место, иза Наталије Барбу. Након тога, Оља успоставља сарадњу са музичким продуцентом Сергејем Орловим, са ким и данас ради. Након доласка у Кишињев, уписује Академију уметности и почиње се активно бавити музиком.
Учествовала је на разним међународним фестивалима, а објавила је и свој деби албум Your place or mine?.
Од 2005, непрекидно је учествовала на националним селекцијама за представника Молдавије на Песми Евровизије, док у томе коначно није успела 2010, када је у Ослу, заједно са групом Санстроук Пројект, освојила 22. место, представивши се песмом Run Away.